# (91133) 1998 HK151
1998 إتش كي 151 (ويعرف أيضًا باسم (91133) 1998 إتش كي 151 وفق تسمية الكوكب الصغير) (بالإنجليزية: 1998 HK151)‏ هو كويكب ضمن حزام الكويكبات؛ وترتيبه 91133 من حيث الاكتشاف.
اكتُشف هذا الجُرم الفلكي بواسطة مرصد مونا كيا في 28 أبريل 1998.

## وصلات خارجية
- (91133) 1998 HK151 في قاعدة بيانات مختبر الدفع النفاث لأجرام النظام الشمسي الصغيرة

- الاكتشاف · مخطط المدار ·  العناصر المدارية · المعلمات المادية

- (91133) 1998 HK151 على موقع ويكي سكاي: DSS2, SDSS, GALEX, IRAS, Hydrogen α, X-Ray, Astrophoto, Sky Map, Articles and images